# Anopheles carteri
Anopheles carteri este o specie de țânțari din genul Anopheles, descrisă de Evans și Meillon în anul 1933. Conform Catalogue of Life specia Anopheles carteri nu are subspecii cunoscute.